# Oestrich-Winkel
Oestrich-Winkel é um município da Alemanha, situado no distrito de Rheingau-Taunus, no estado de Hesse. Tem 59,53 km² de área, e sua população em 2019 foi estimada em 11.849 habitantes.

Oestrich-Winkel
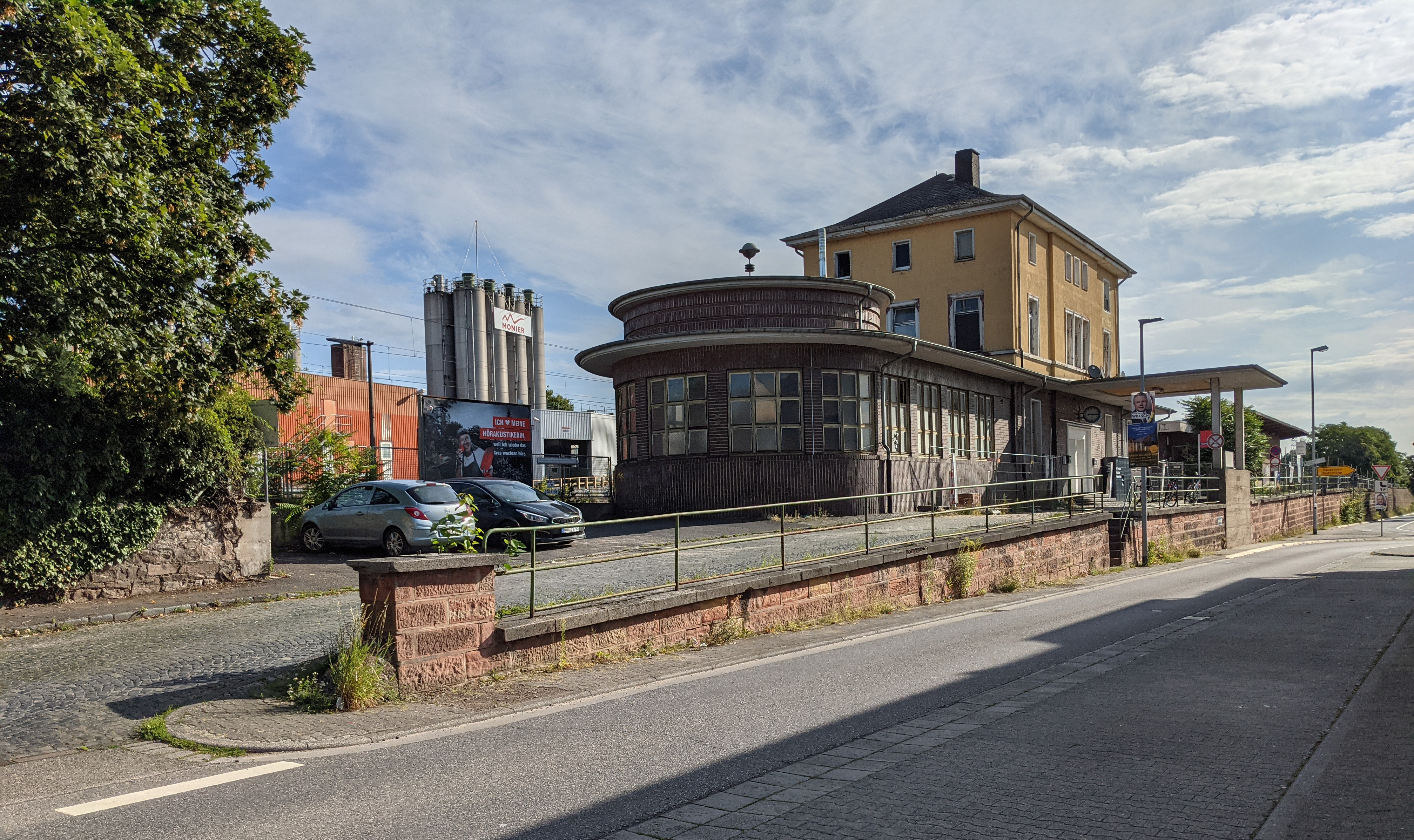
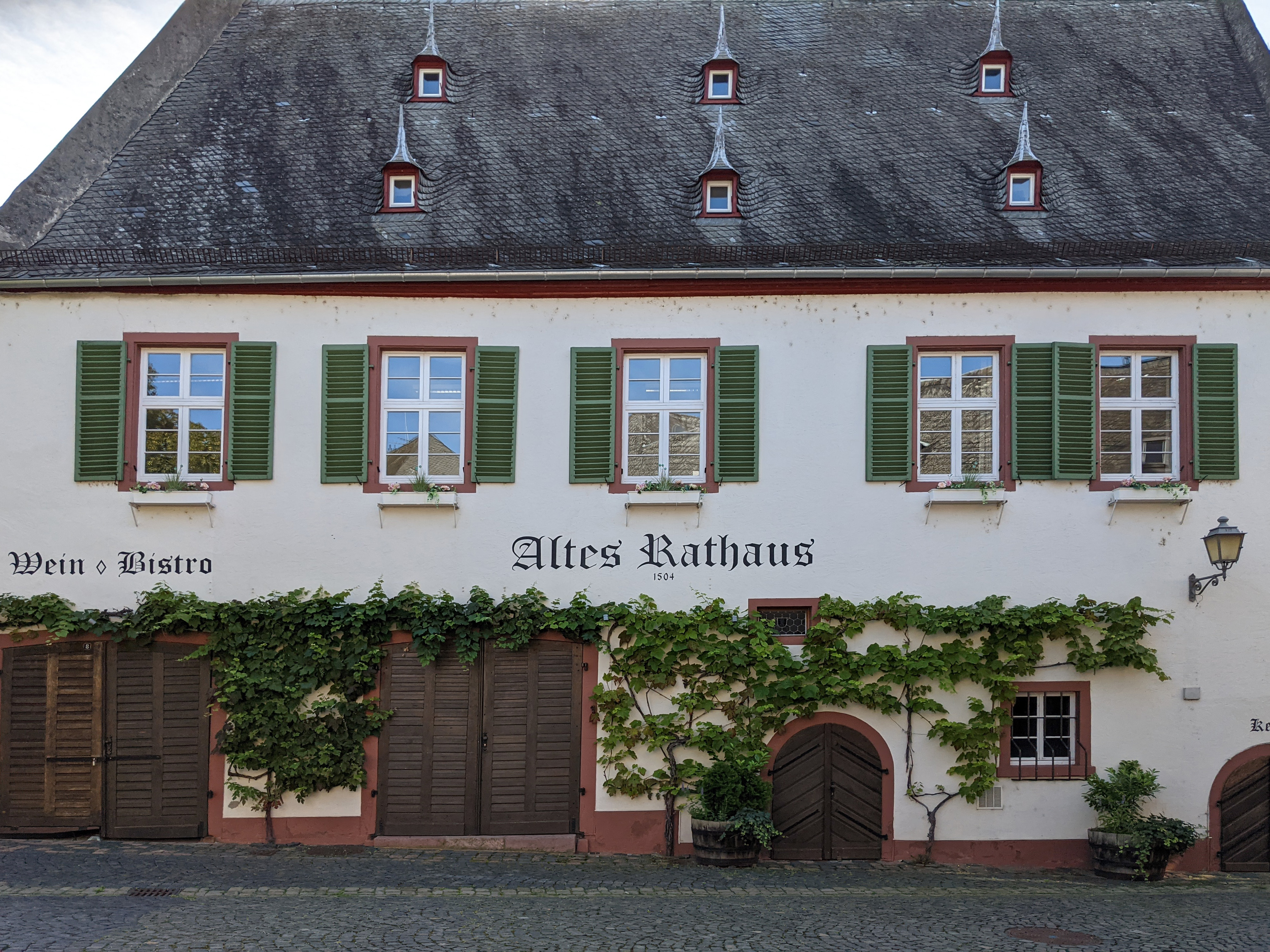
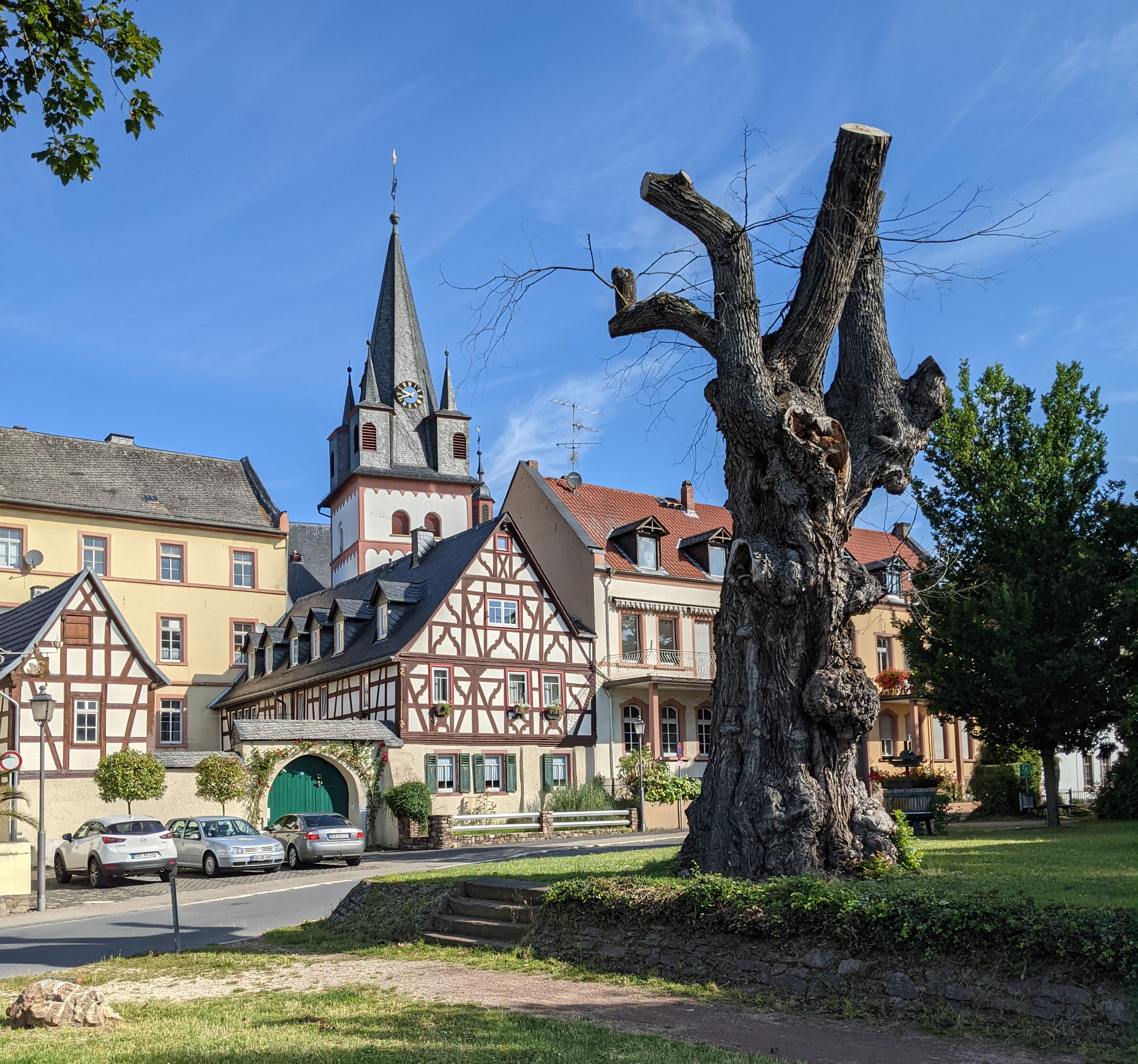
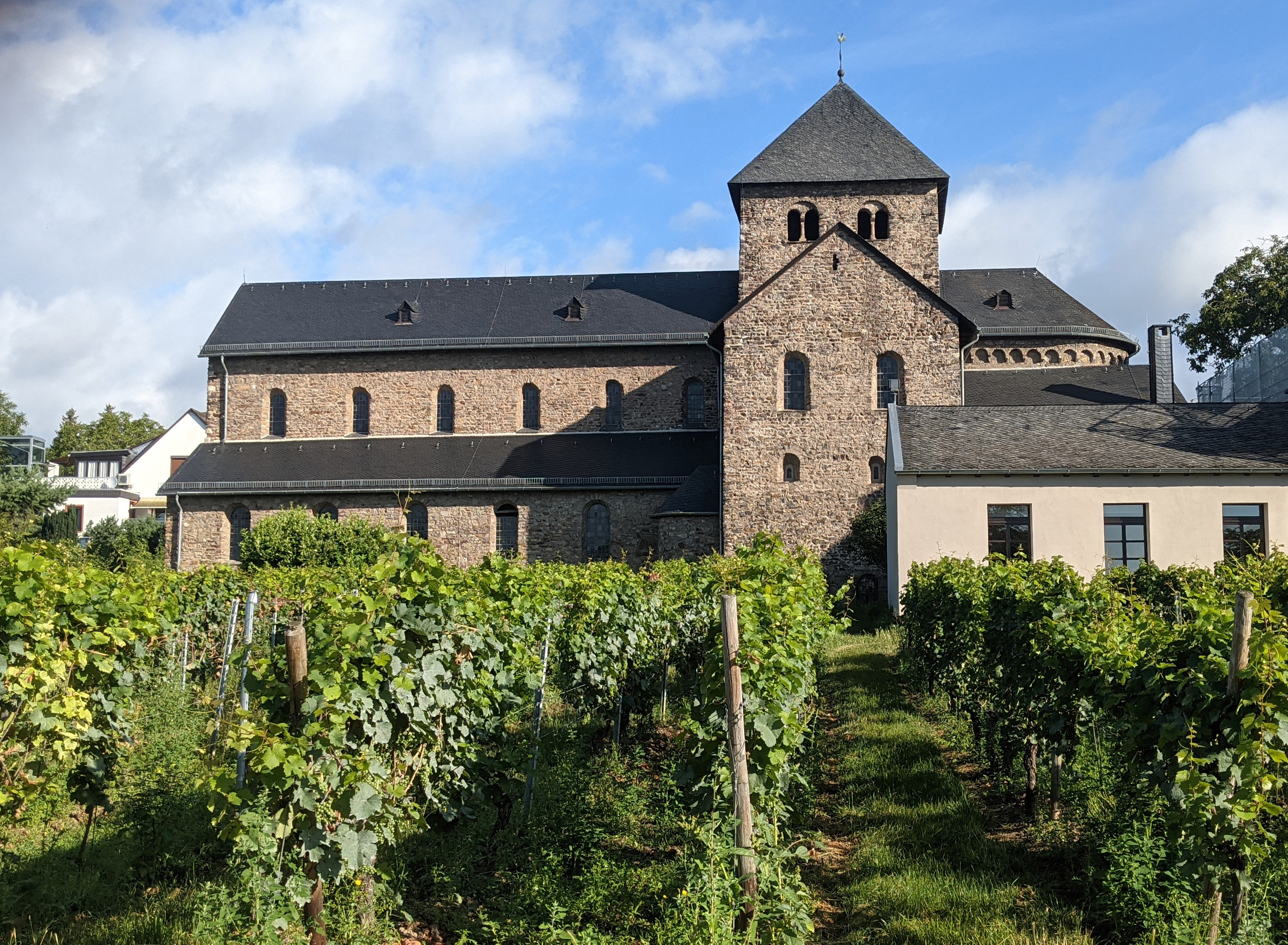
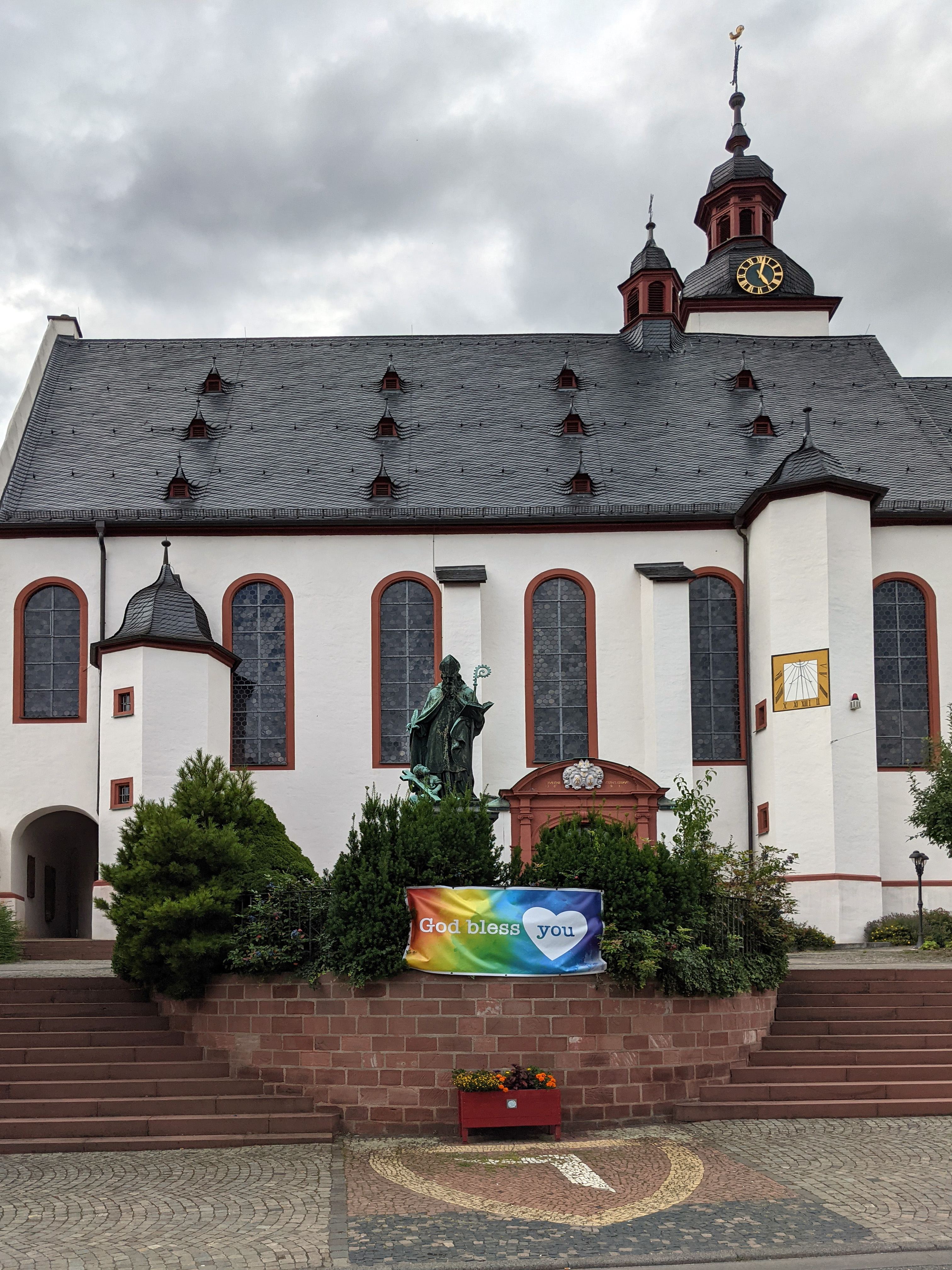
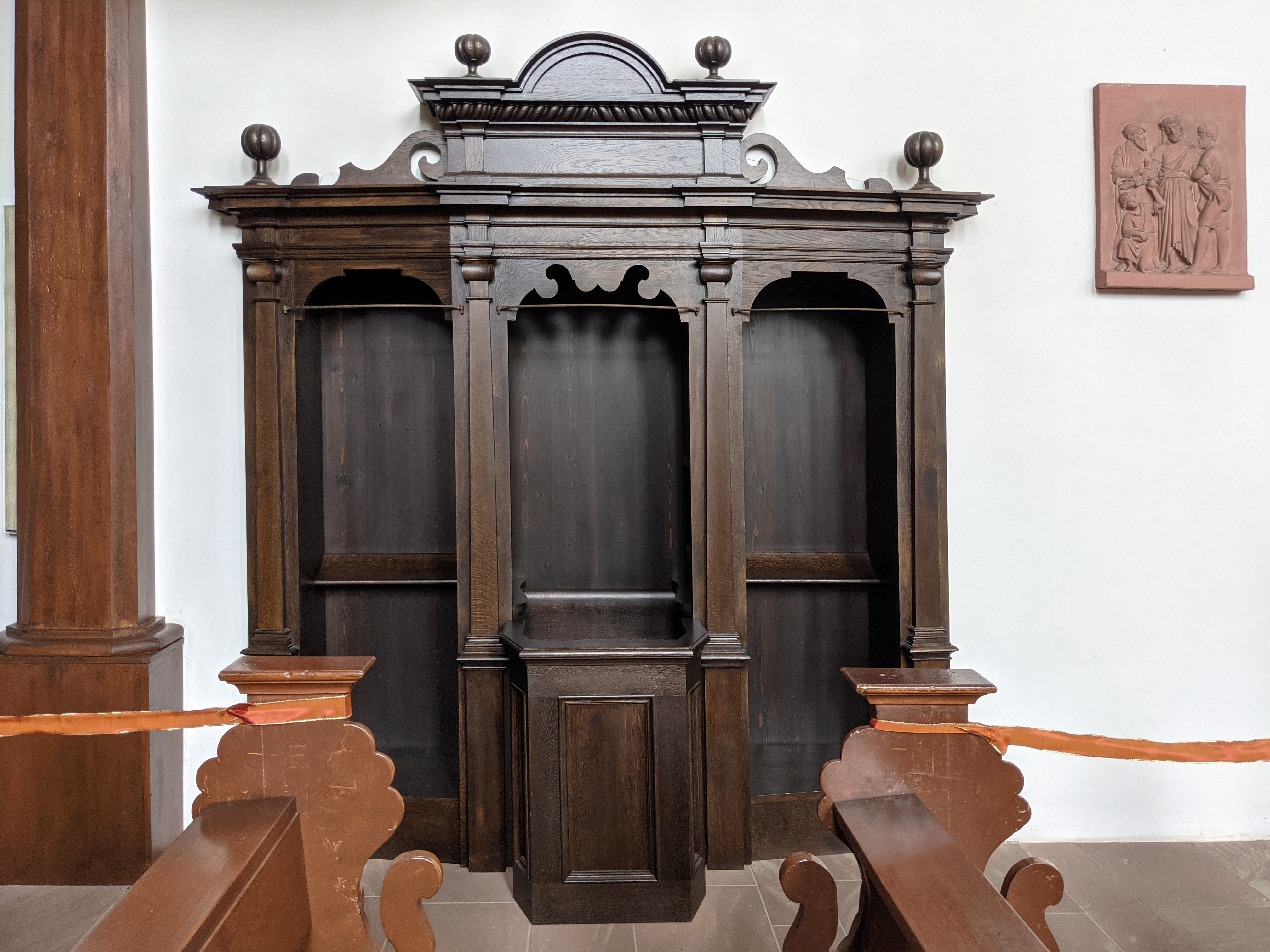
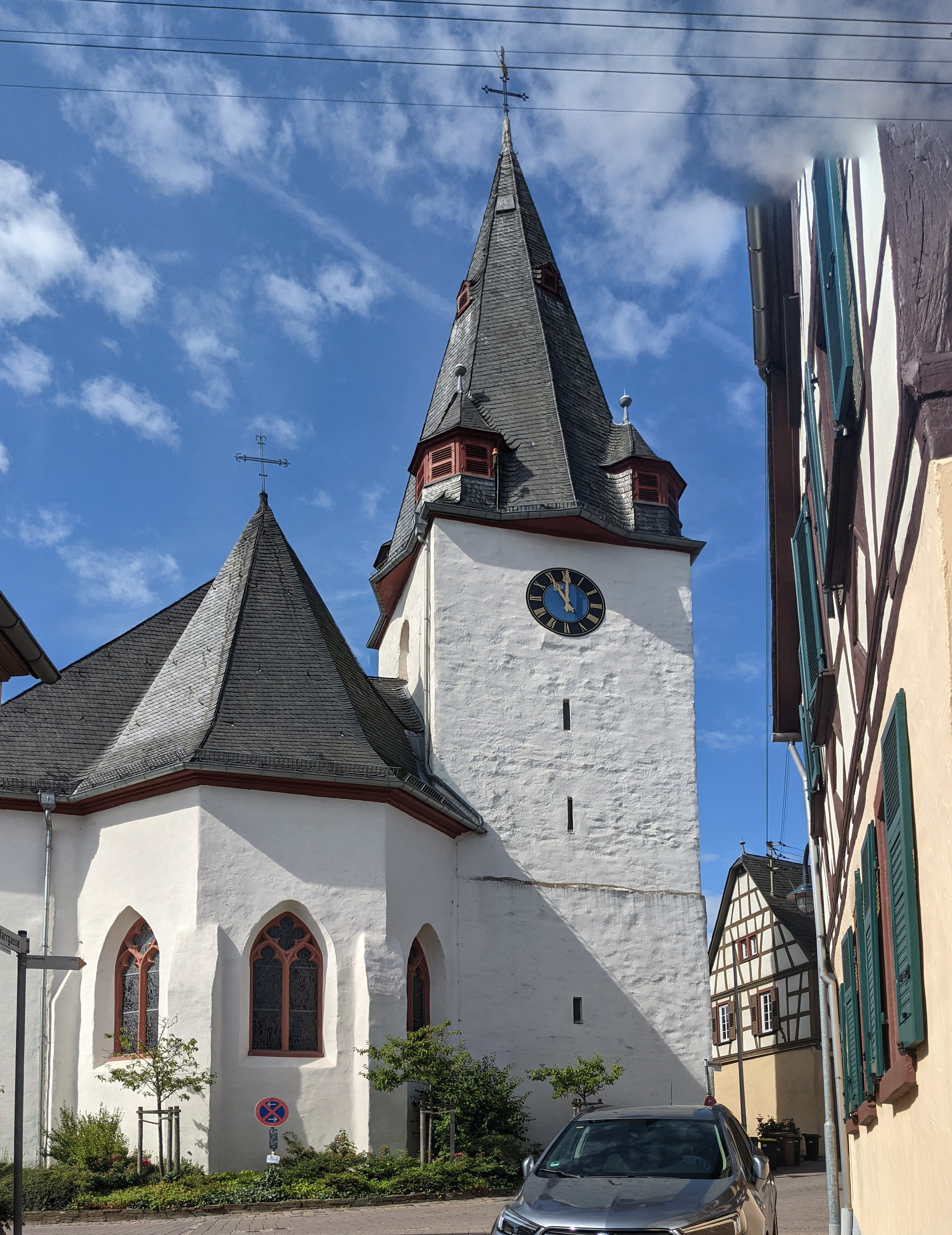
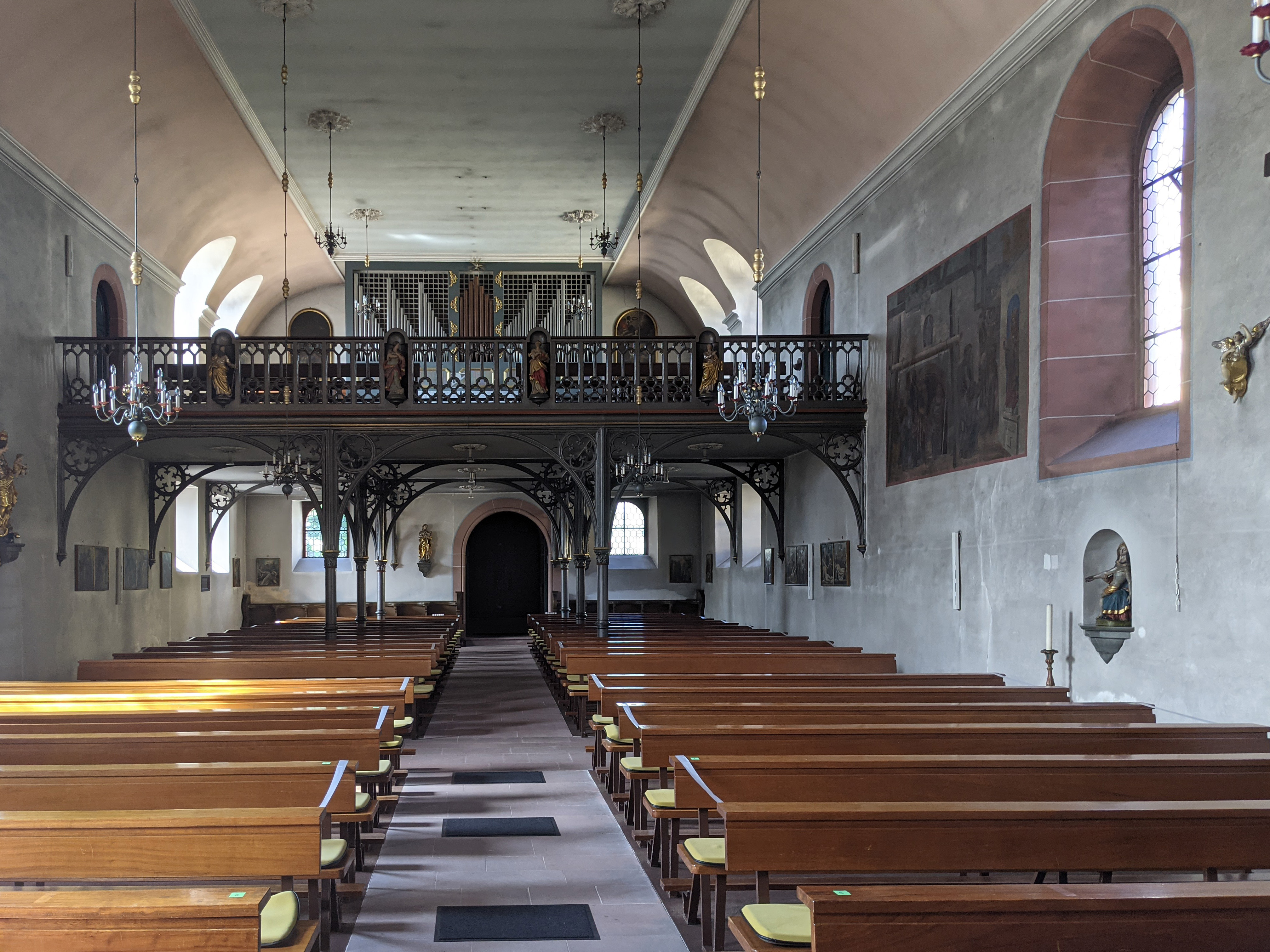
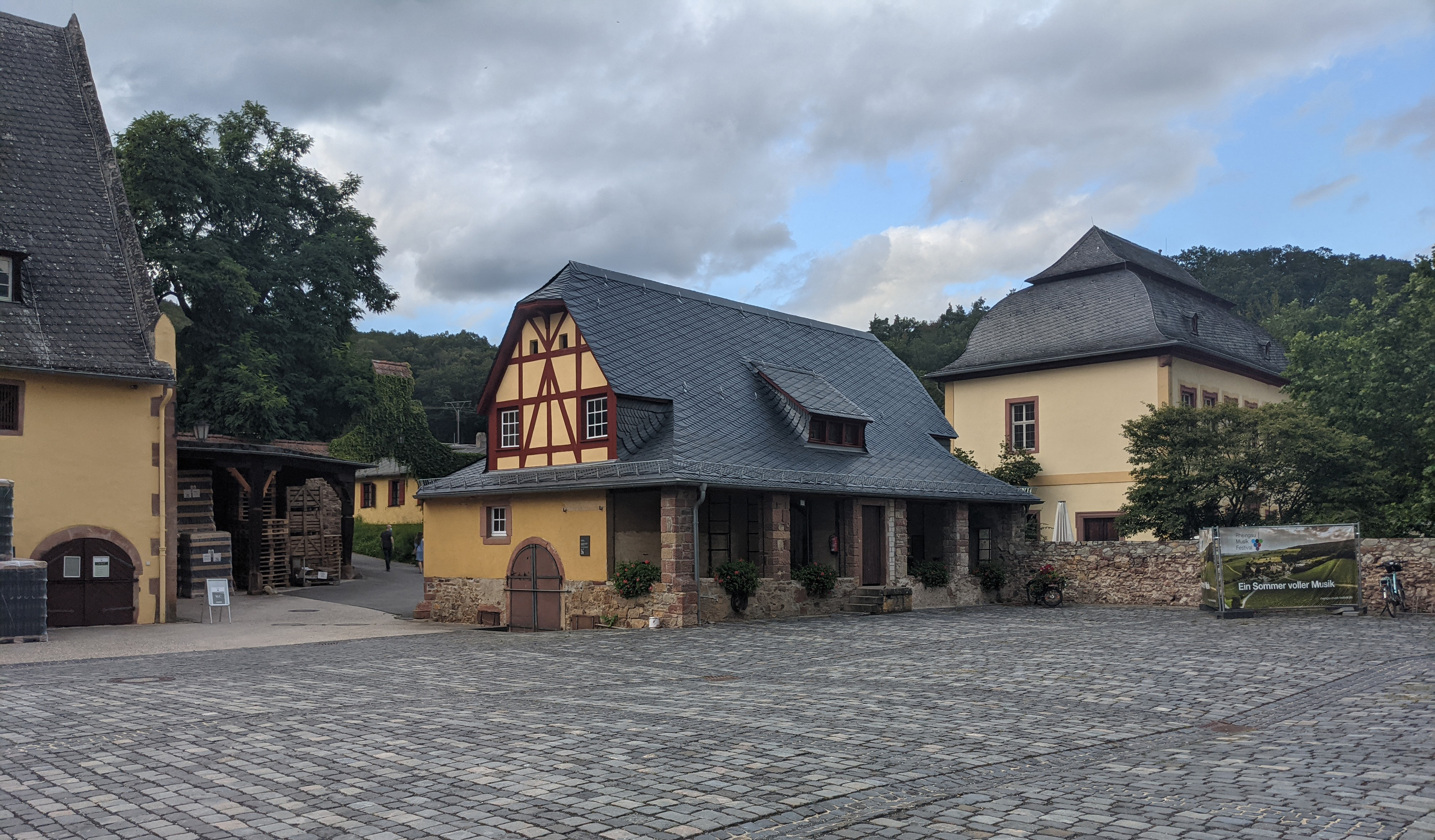
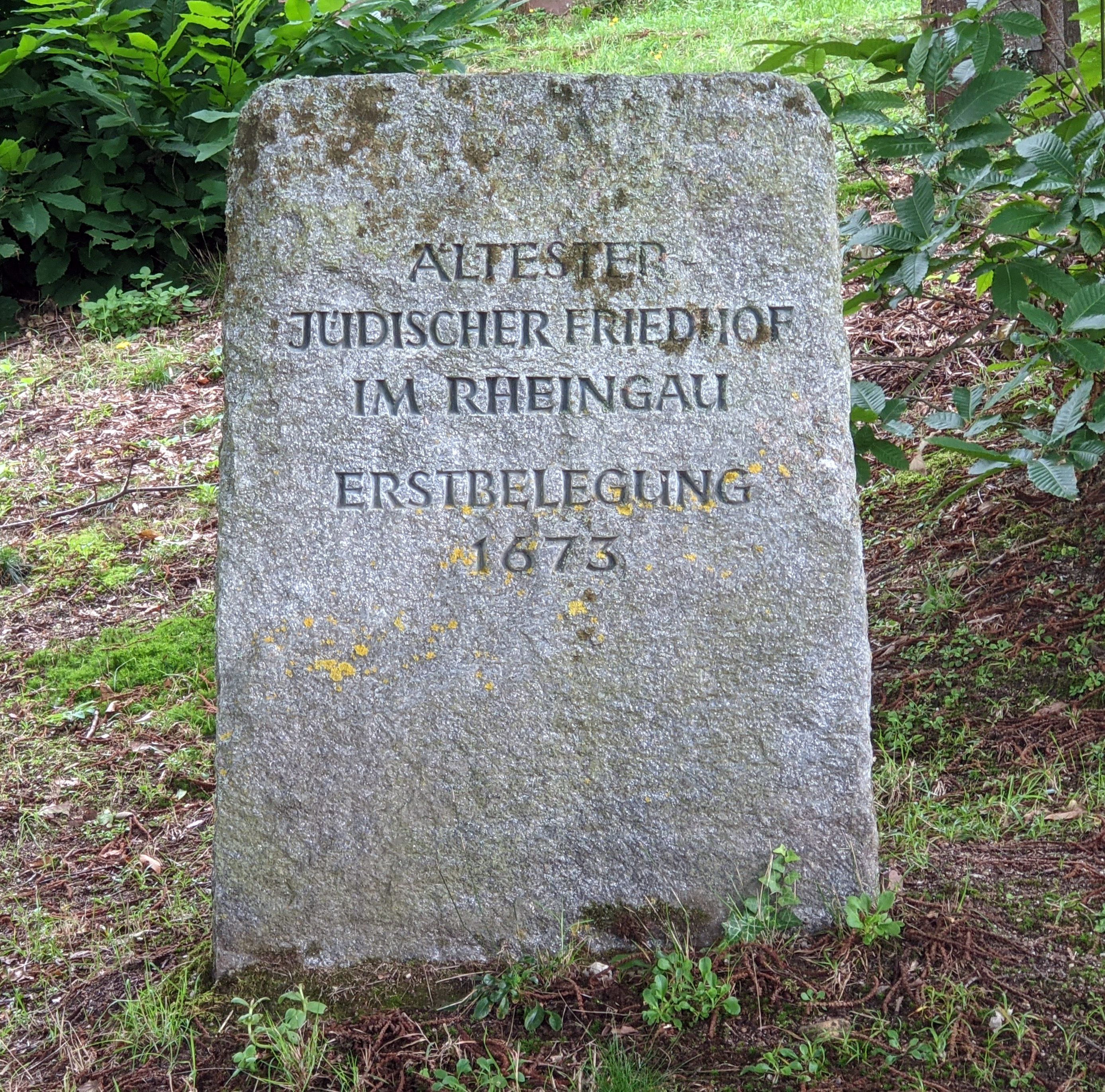